# Ghemme
Pour le vin produit dans la commune, voir Ghemme (DOCG).
Ghemme est une commune italienne de la province de Novare dans la région Piémont en Italie. En 2014, sa population est de 3 671 habitants.
Depuis 1994, elle fait partie des "villes du vin" et depuis 2002, des "villes du miel".

## Géographie
La ville est dans le centre du pays novarais, sur la rive gauche de la rivière Sesia, près de la frontière avec la province de Verceil et non loin de l'entrée de la Valsesia. Elle est à environ 25 km de Novare et à 17 de Borgomanero.
Ce village est situé à la base de l'un des trois « pianalti » qui caractérisent la zone moyenne du Novarais, dont les pentes ensoleillées sont largement exploitées pour la culture de la vigne.
Les principaux cours d'eau qui se parcourent son territoire sont le canal d'irrigation de la Roggia Mora, le Strona di Briona et le Strego (it); ce dernier a été fortement pollué par la décharge de la municipalité.

## Histoire
La commune de Ghemme a des origines anciennes qui remontent au Néolithique. Plusieurs des découvertes archéologiques ont été réalisées sur la colline au nord de la ville.
D'origine celtique, elle tire son nom des Agamini, un groupe celtique qui était installé dans la région. Par la suite romanisée avec le nom de Pagus Agamino, puis transformé en Agamium.
Vers 356 on trouve le premier témoignage de Ghemme dans une lettre adressée par Eusèbe de Césarée aux « Agamini ad Palatium ».
Ghemme est un centre important au Moyen Âge: fief des « De Castello-Barbavara » vers 1150, puis des « Bergamino » (1470), comme en fait foi le diplôme de réaffirmation à ceux-ci de la part de Frédéric Barberousse qui porte la date de 1150.
À la fin du XVe siècle a lieu la bataille de Ghemme, qui est commémorée chaque année. Pendant cette période se sont installées quelques-unes des plus riches familles de Milan et de Novare, intéressée par la fertilité des champs au bord de la Sesia, ses criques et la bonté des vins, déjà louée par Pline l'Ancien. Par la suite il eut comme seigneurs féodaux les Tettoni, Omodei et Della Porta Modignani avant de passer sous la domination de la Maison de Savoie avec Benoît de Savoie, duc de Chablais et Marquis de Ghemme.
En 1467 le château de Ghemme, fut l'hôte du duc de Milan Galéas Marie Sforza, lors de la signature de la paix de Ghemme (it), un traité qui a marqué la fin des hostilités entre le duché de Milan et le duché de Savoie, qui étaient rivaux depuis plusieurs années. Le territoire de Ghemme était alors sous la domination du duché de Milan, et la frontière naturelle entre les deux puissances était constituée par la rivière Sesia.
L'ancien nom de Agamium, qui vient du nom de la population celtique, les "Agamini," a évolué au fil du temps : Agamium → Agheme → Gheme → Ghemme. Parmi les hommes célèbres nés à Ghemme, le plus notable est sans aucun doute Alessandro Antonelli, un architecte à qui on doit la Mole Antonelliana.
Aujourd'hui, la municipalité est divisée en quatre quartiers: San Dionigi, San Pietro, Castello et Ruga Ferrera.

## Économie

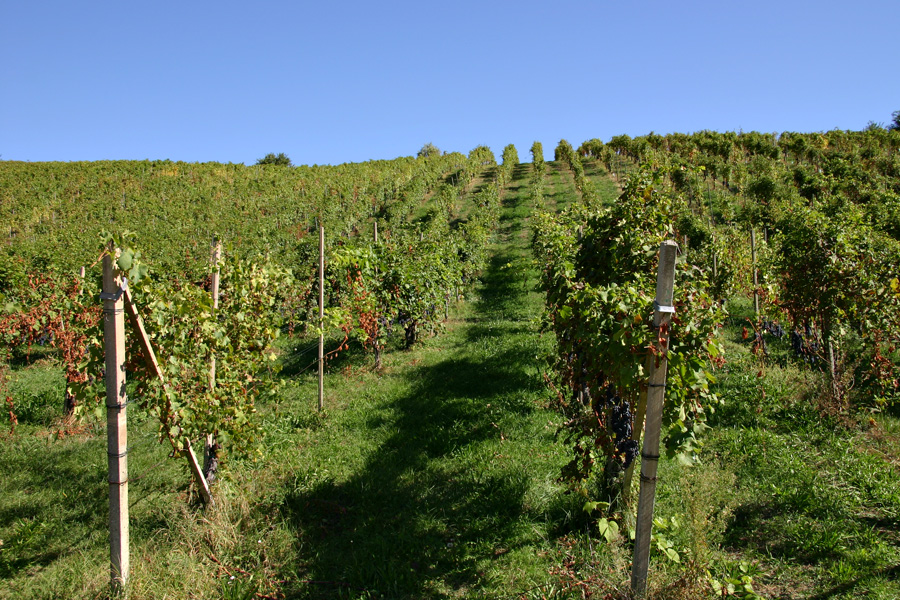
Vue des vignes de Ghemme

Ghemme est réputée pour sa production de vin qui représente la plus grande source de revenu avec plusieurs sociétés actives dans le secteur, même si la plupart de la population active travaille dans l'agriculture. Les principales entreprises industrielles tirent leurs activités dès la vocation viticole du territoire.
Les secteurs de l'industrie textile (Crespi, Loro Piana) et de l'apiculture sont très importants également.

## Culture
La cuisine typique est constituée de vin Ghemme (dont la production remonte à l'époque romaine), du miel et du pain. La production de vin excelle avec le rouge Ghemme DOCG, produit à partir de raisins Nebbiolo et Vespolina, l'un des 40 vins DOCG existants en Italie, ils sont complétés par d'autres vins DOC des Colline Novaresi, y compris une variété de blanc.
Ghemme est synonyme d'excellence dans le domaine de la production de miel et a rejoint, avec neuf autres villes italiennes, l'Association Nationale Italienne des città del Miele. Les productions typiques sont le miel d'acacia, parmi les meilleurs et la plus pure de l'Italie, et le mille-fleurs. Les apiculteurs professionnels sont au nombre de 6 plus 3 itinérants, pour un total de 600 ruches et 20 tonnes de production annuelle moyenne.
Depuis plusieurs années Aspromiele, l'Association des apiculteurs novarais, Mielenatura et la municipalité de Ghemme organisent un concours pour encourager la production de miel de qualité et d'améliorer les productions traditionnelles du Piémont.

### Bibliothèque
Sur le Corso Romagnano se trouve la bibliothèque internationale des eaux-de-vie et des liqueurs.

### Fêtes et célébrations
Entre la dernière semaine d'avril et le premier mai, dans le cadre pittoresque du château, a lieu l'exposition annuelle du marché du vin.
Le premier vendredi de mai, en l'honneur de la Panacea De' Muzzi se tient une fête religieuse très ancienne, aujourd'hui jointe à des événements séculaires, principalement liés au vin. La dévotion à la figure de la bergère vierge et martyre a continué à travers les siècles et aujourd'hui encore, la fête en son honneur est célébrée avec une grande participation des fidèles de Ghemme, de Quarona et de l'ensemble des terroirs voisins.

## Lieux et monuments

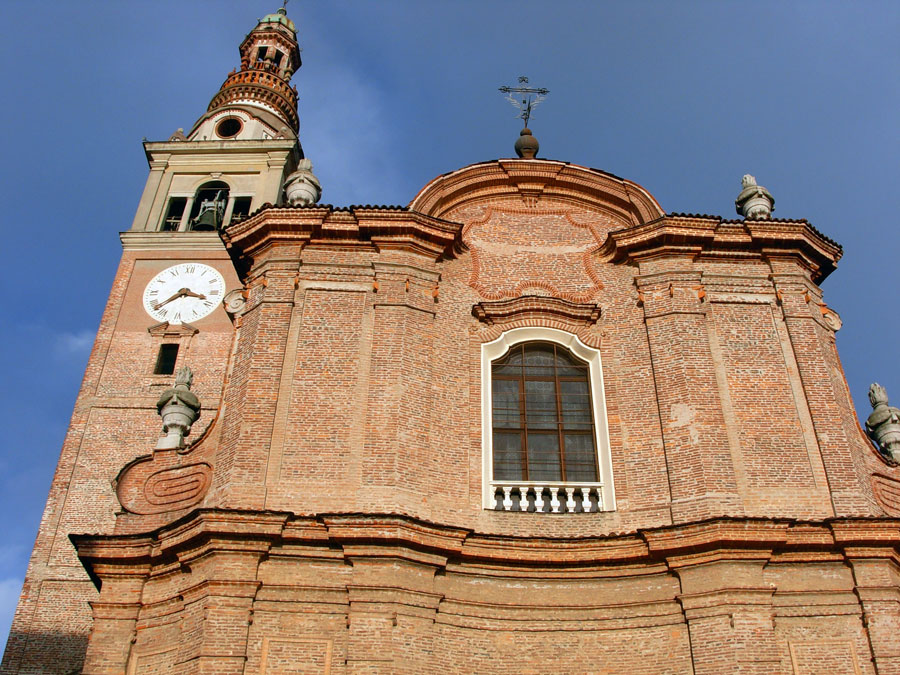
La façade de l'église.

- L'église Santa Maria Assunta, construite à partir de 1666. En 1863, elle a été complétée par la construction de la crypte dédiée à Panacea De' Muzzi, conçue par Antonelli.
- L'église San Rocco, déjà répertoriée en 1532 et agrandie à sa taille actuelle au XVIIe siècle. À l'intérieur, se trouvent quatre fresques des XVe et XVIIIe siècles, récupérés depuis d'autres bâtiments démolis.
- Le château, construit entre le XIe et le XVe siècle.
- Le Château Cavenago du XVIe siècle qui domine la colline plantée de vignes et le village. Il est présenté sous forme de quadrilatère avec des tours d'angle, dont une au XVIIe siècle a été transformée en une petite chapelle dédiée à Sainte Rose de Lima.

## Administration
| Période                                  | Période | Identité          | Étiquette    | Qualité |
| ---------------------------------------- | ------- | ----------------- | ------------ | ------- |
| 2014                                     | 2019    | Davide Temporelli | Lista civica |         |
| Les données manquantes sont à compléter. |         |                   |              |         |

### Hameaux
Strona

### Communes limitrophes
Carpignano Sesia, Cavaglio d'Agogna, Fontaneto d'Agogna, Gattinara, Lenta, Romagnano Sesia, Sizzano